# Argento Soma
Argento Soma (アルジェント ソーマ?, Argento Sōma) è un anime televisivo, trasmesso su TV Tokyo dal 6 ottobre 2000 al 22 marzo 2001. Il titolo viene anche pronunciato come ΑPΓΕΝΤΟΥ ΣΟΜΑ, che vuol dire "Il corpo d'argento" in greco.
Oltre alla serie regolare esiste un OAV, "Alone and by myself" (孤独と孤独?, Kodoku to kodoku).

## Trama
Nell'anno 2054, misteriose creature aliene hanno attaccato la Terra, puntando ad una zona precisa situata in Canada. Non sapendo cosa vogliano gli alieni, le Nazioni Unite formano un corpo speciale chiamato FUNERAL per combattere gli invasori. Cinque anni dopo, nel 2059, la battaglia è nel vivo. Takuto Kaneshiro è un tipico studente universitario, iscritto ad ingegneria aeronautica. Con lui è iscritta la sua fidanzata Maki Agata, assistente del loro professore. Ma un giorno che Takuto va a visitare la sua ragazza al laboratorio, scopre che gli esperimenti del professore consistono nel cercare di dare vita ad una creatura ottenuta "assemblando" pezzi di alieni e ribattezzata "Frankie". L'esperimento riesce e Frankie si risveglia, ma uccide Maki e il professore, mentre Takuto sopravvive ma rimane con metà volto paralizzato. Tempo dopo, l'enigmatico Mr. X dà a Takuto l'opportunità di diventare Ryu Soma, nuovo membro del FUNERAL. Per vendicare Maki, Takuto accetta l'offerta. ma ciò che Takuto non sa è che Frankie adesso lavora col FUNERAL, insieme ad una ragazza di nome Hattie, che comunica telepaticamente con l'alieno e che è identica a Maki. Tuttavia alla fine anche Ryu accetterà la presenza di Frankie.
Ma cosa sono in realtà questi alieni? E cosa cercano nel "punto di raduno" in Canada?

## Personaggi
Takuto Kaneshiro/Ryū Soma
Doppiato da Sōichirō Hoshi
Studente universitario di ingegneria aeronautica, la vita di Takuto è cambiata per sempre da quando un esperimento di laboratorio ha condotto Maki, la sua ragazza, alla morte, e lasciando una ferita indelebile sul volto del ragazzo. È da quel giorno in poi che Takuto ha assunto l'identità di Ryu Soma, come pilota di SARG, mezzi usati dal Funeral per la distruzione degli alieni, dimostrando tra l'altro una grande predisposizione a quel lavoro. Comunque sia ciò che l'aveva spinto inizialmente a entrare nel Funeral era solo ed esclusivamente la sua sete di vendetta nei confronti di Frank.
Harriett Bartolomew
Doppiata da Hōko Kuwashima
I genitori di Hattie, nomignolo con il quale è chiamata, così come l'intero villaggio in cui abitavano, sono stati uccisi durante il primo attacco alieno, lasciando Hattie unica superstite. La ragazza, fortemente scossa dall'avvenimento e un po' infantile nei comportamenti, ha il potere di comunicare telepaticamente con Frankie, l'alieno alleato del Funeral. Ryu vede in lei Maki, la sua defunta fidanzata, ma a lei il ragazzo non piace più di tanto per l'odio che nutre nei confronti di Frank.
Michael Heartland
Doppiato da Jōji Nakata
Il capitano Michael Heartland è il cuore e l'anima del gruppo dei combattenti Ragtag. È un soldato molto esperto ed è agli ordini di Lana.
Lana Innes
Doppiata da Sayuri
Lana è una graduata del FUNERAL, e comanda la squadra capeggiata da Michael Heartland. Lei coordina la maggior parte delle missioni e prende le decisioni più importanti, anche se spesso Michael non condivivde i suoi punti di vista.
Guinevere Green
Doppiata da Kikuko Inoue
Come sugli altri membri del team, non si sa molto su Guinevere. Grande amica di Dan e degli altri, anche lei è un pilota di Sarg, anche se non abile e aggressiva come Dan, ma la più abile nel combattimento a lunga distanza. Guinevere detesta la rivalità fra Dan e Ryu, specialmente quando Dan intervenire negli allenamenti di Ryu per scontrarsi con lui direttamente.
Dan Symonds
Doppiato da Takehito Koyasu
Dan Symonds viene da una famiglia aristocratica inglese, ed è il miglior pilota di Sarg. Tuttavia quando Ryu si unisce al Funeral, Dan diventa inspiegabilmente competitivo nei suoi confronti, cercando di provare in ogni modo la propria superiorità. Non si arrende mai, e spesso rimane sul campo di battaglia anche quando le circostanze consiglierebbero di abbandonarlo.
Sue Harris
Doppiata da Yui Horie
La più giovane fra i piloti di Sarg. È molto affezionata ad Harriet e si comporta in maniera molto protettiva nei suoi confronti.
Mr X
L'enigmatico Mr. X è colui che dà a Takuto la possibilità di diventare Ryu Soma, uno dei migliori piloti del FUNERAL. Le motivazioni di Mr. X sono avvolte nell'ombra. Ha anche una passione profonda nel citare qualunque testo, da Shakespeare alla Bibbia, passando persino da Biancaneve. Ama citare Shakespeare.
Frank
Doppiato da Yūji Takada
L'alieno che sta aiutando l'organizzazione Funeral a sconfiggere gli altri alieni suoi simili. È in qualche modo collegato ad Harriet e molti aspetti della sua esistenza sono tuttora un mistero.
Maki Agata
Fidanzata di Takuto, Maki è l'assistente del prof. Noguchi. È morta nell'orribile incidente di laboratorio durante la ricostruzione di "Frank".
Prof Noguchi
Il folle scienziato che ha riassemblato "Frank" con pezzi di alieni ritrovati in tutto il mondo. È in qualche modo responsabile della morte di Maki e dello sfregio di Ryu.

## Colonna sonora
Sigla di apertura
- Silent Wind cantata da Eri Sugai

Sigle di chiusura
- Horizon cantata da Sphere

## Episodi
| Nº                    | Giapponese 「Kanji」 - Rōmaji              | In onda          | In onda |
| Nº                    | Giapponese 「Kanji」 - Rōmaji              | Giapponese       |         |
| Serie TV (25 episodi) |                                            |                  |         |
| 1                     | 「再生と死と」 - saisei to shi to          | 5 ottobre 2000   |         |
| 2                     | 「死と少女と」 - shi to shōjo to           | 12 ottobre 2000  |         |
| 3                     | 「少女と出会いと」 - shōjo to deai to      | 19 ottobre 2000  |         |
| 4                     | 「出会いと憎悪と」 - deai to zōo to        | 26 ottobre 2000  |         |
| 5                     | 「憎悪と争いと」 - zōo to arasoi to        | 2 novembre 2000  |         |
| 6                     | 「争いと逃避と」 - arasoi to tōhi to       | 9 novembre 2000  |         |
| 7                     | 「逃避と追憶と」 - tōhi to tsuioku to      | 16 novembre 2000 |         |
| 8                     | 「追憶と孤独と」 - tsuioku to kodoku to    | 23 novembre 2000 |         |
| 9                     | 「孤独と哀と」 - kodoku to ai to           | 30 novembre 2000 |         |
| 10                    | 「哀と殺意と」 - ai to satsui to           | 7 dicembre 2000  |         |
| 11                    | 「殺意と裏切りと」 - satsui to uragiri to  | 14 dicembre 2000 |         |
| 12                    | 「裏切りと絶望と」 - uragiri to zetsubō to | 21 dicembre 2000 |         |
| 13                    | 「絶望と希望と」 - zetsubō to kibō to      | 4 gennaio 2001   |         |
| 14                    | 「希望と混沌と」 - kibō to konton to       | 11 gennaio 2001  |         |
| 15                    | 「混沌と葛藤と」 - konton to kattō to      | 18 gennaio 2001  |         |
| 16                    | 「葛藤と決意と」 - kattō to ketsui to      | 25 gennaio 2001  |         |
| 17                    | 「決意と過去と」 - ketsui to kako to       | 1º febbraio 2001 |         |
| 18                    | 「過去と大罪と」 - kako to taizai to       | 8 febbraio 2001  |         |
| 19                    | 「大罪と戒めと」 - taizai to imashime to   | 15 febbraio 2001 |         |
| 20                    | 「戒めと覚醒と」 - imashime to kakusei to  | 22 febbraio 2001 |         |
| 21                    | 「覚醒と真実と」 - kakusei to shinjitsu to | 1º marzo 2001    |         |
| 22                    | 「真実と破滅と」 - shinjitsu to hametsu to | 8 marzo 2001     |         |
| 23                    | 「破滅と勇気と」 - hametsu to yūki to      | 15 marzo 2001    |         |
| 24                    | 「勇気と愛と」 - yūki to ai to             | 22 marzo 2001    |         |
| 25                    | 「愛と再生と」 - ai to saisei to           | 29 marzo 2001    |         |
| OAV (1 episodio)      |                                            |                  |         |
| 26                    | 「孤独と孤独」 - kodoku to kodoku          | -                |         |